# Кутішенко Ольга Олександрівна
Ольга Олександрівна Кутішенко (нар. 14 листопада 1956, село Сушки, тепер Коростенського району Житомирської області) — українська радянська діячка, ткаля Чернігівського камвольно-суконного комбінату Чернігівської області. Депутат Верховної Ради СРСР 11-го скликання.

## Біографія
У 1973 році закінчила школу фабрично-заводського навчання (професійно-технічне училище). Член ВЛКСМ.
З 1973 року — ткаля Чернігівського камвольно-суконного комбінату імені 50-річчя Радянської України Чернігівської області. Ударник комуністичної праці, переможець соціалістичного змагання 1977—1982 років.
Освіта середня. Без відриву від виробництва закінчила вечірній механіко-технологічний технікум у Чернігові.
Потім — на пенсії в місті Чернігові.

## Нагороди
- знак «Ударник одинадцятої п'ятирічки»